# Исаб-Ерг
Исаб-Ерг је насеље у Италији у округу Сиракуза, региону Сицилија.
Према процени из 2011. у насељу је живело 3 становника. Насеље се налази на надморској висини од 17 м.